# Auger Lucas

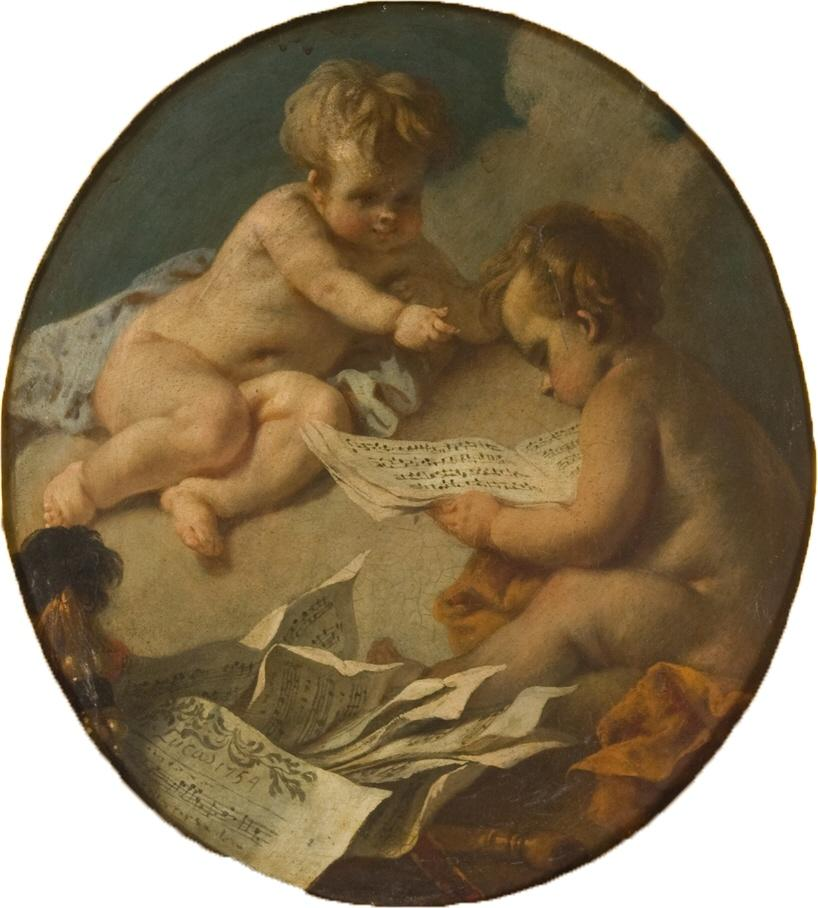
Alegoría de la música, 1754, óleo sobre tabla, 0,33 x 0,30 cm, Madrid, Museo Cerralbo.

Auger Lucas (París, 1685 - 10 de julio de 1765) fue un pintor rococó francés.
Nieto del retratista Robert Le Vrac de Tournières, en 1705 obtuvo el primer premio de pintura de Roma por la obra Judith conducida por los soldados a la tienda de Holofernes. Ingresó en la Real Academia de Pintura y Escultura en 1724.

## Obra selecta
Obras de Lucas conservadas en museos son:
- Versalles, Musée national du château de Versailles et de Trianon, Acis y Galatea sorprendidos por Polifemo, óleo sobre tela, 1,19 x 0,84 cm; pieza de ingreso en la Real academia.
- Nantes, Museo de Bellas Artes, cuatro tablas dedicadas a las cuatro estaciones.
- Angers, Museo de Bellas Artes, Céfiro y flora, óleo sobre tabla.
- Estocolmo, Nationalmuseet, Alegoría de la Victoria, óleo sobre tabla, 52 x 64 cm.
- En Madrid el Museo Cerralbo dispone de tres alegorías del pintor, dos en formato ovalado: Alegoría de la música, firmada y fechada en 1754, óleo sobre tabla, 0,33 x 0,30 cm y su pareja, la Alegoría de la fama, de iguales dimensiones, y una Alegoría de la historia en formato apaisado, óleo sobre tabla de 0,48 x 0,85 cm.
- Vénus demandant à Vulcain des armes pour Énée.[1]